# Кангро, Гуннар Фромхольдович
Гуннар Фромхольдович Кангро (эст. Gunnar Kangro; 21 ноября 1913, Юрьев, Лифляндская губерния — 25 декабря 1975, Тарту) — эстонский советский математик. Доктор физико-математических наук, профессор (1951), член-корреспондент Академии наук Эстонской ССР (1961), Заслуженный деятель науки Эстонской ССР (1965).
Его работы посвящены в основном теории суммирования. Читал курсы математического анализа, функционального анализа и алгебры в Тартуском университете, написал несколько учебников.

## Биография
Родился 21 ноября 1913 года в Тарту в семье инженера Фромгольд Кангро (1881—1932). Среднее образование получил в Tartu Reaalgümnaasium, в 1931 году поступил на факультет математики и естественных наук Тартуского университета, где изучал математику. После окончания университета в 1935 году и окончания службы эстонской армии, он был назначен младшим ассистентом в лаборатории математики и механики Таллиннского технического института (ныне Таллинский технический университет). Он защитил магистерскую диссертацию в 1938 году под руководством профессора Херманна Яаксона в Тартуском университете. В 1940 году он получил стипендию для обучения в докторантуре Тартуского университета.
В июле 1941 года Кангро был призван в Красную армию. Он служил там до февраля 1942 года, когда он был отправлен в Челябинский институт механизации сельского хозяйства. В конце 1943 года он был переведён в Московский государственный университет, где он продолжил свою работу над докторской диссертацией.
Кангро вернулся в Эстонию осенью 1944 года, и с ноября начал преподавать в Тартуском университете. В 1947—1948 годах он был деканом физико-математического факультета. Он защитил докторскую диссертацию в июле 1947 года и стал профессором в 1951 году. В 1952—1959 годах был заведующим кафедрой геометрии, а с 1959 года до своей смерти в 1975 году он оставался заведующим кафедрой математического анализа.

## Исследования
В своей докторской диссертации он разработал новую теорию сходимости, которая обобщила теорию суммирования Бореля, и применил её к изучению проблем, связанных со сходимостью комплексных степенных рядов. Он определил новые методы суммирования и использовал их для характеристики свойств суммы степенных рядов и аналитического продолжения. Звёздные области сходимости степенных рядов, полученные с помощью этих новых методов суммирования, позволили ему получить результаты, расширяющие применение методов суммирования Бореля в теории функций.
В 1950-е годы он заложил основы систематического учёта факторов суммирования вместе с немецкими математиками Александром Пейеримхоффом и Вольфгангом Журкатом. Он объединил идеи современного функционального анализа с классическим анализом. Вместе со своим учеником Симсоном Бароном он начал описывать факторы суммируемости для двойных рядов.
Рассматривая приложения к ортогональным рядам и теоремам Таубера, Кангро создал теорию суммируемости со скоростью на основе функционального анализа, которая помогла ему решить несколько задач теории функций и суммируемости. Помимо этого, он отметил основные направления для применения новой теории. Эта работа была прервана его внезапной смерти в 1975 году.

## Преподавательская деятельность
После войны Кангро оказал большое влияние на модернизацию преподавания математики в Тартуском государственном университете. Его курсы алгебры и математического анализа отражает изменения, происходившие в этих областях в первой половине XX века: функциональная теория многочленов была заменена абстрактной алгеброй, математический анализ был основан на аксиоматических методах и теории множеств. Его курс по функциональному анализу стал отправной точкой для нового направления исследований в области численных методов в Тарту.
Основным вкладом Кандро было воспитание нового поколения математиков. Под его руководством защищено 23 кандидатских диссертации по математике. В дополнение к математическому анализу, он также внес вклад в развитие алгебры, численных методов и геометрии в Эстонии. Примечательным является его инициатива по реорганизации высшего математического образования в Тартуском университете в 1960-х годах в связи с возросшей потребностью в компьютерных специалистах.

## Книги
- 1948 Kõrgem algebra I, Teaduslik kirjastus, Tartu
- 1950 Kõrgem algebra II, Eesti Riiklik Kirjastus, Tallinn-Tartu
- 1962 Kõrgem algebra, Eesti Riiklik Kirjastus, Tallinn
- 1965 Matemaatiline analüüs I, Eesti Raamat, Tallinn
- 1968 Matemaatiline analüüs II, Valgus, Tallinn

## Публикации
- Verallgemeinerte Theorie der absoluten Summierbarkeit. Tartu Ülikooli Toimetised, seeria A, 37 (1942).
- Theory of summability of sequences and series. Journal of Soviet Mathematics, 5, 1-45 (1976).